# Aquilegia einseleana
Aquilegia einseleana is een overblijvende plant uit de ranonkelfamilie (Ranunculaceae) die vooral te vinden is in de subalpiene zone van de zuidelijke en oostelijke Alpen.

## Naamgeving enetymologie
- Synoniem: Aquilegia portae Huter
- Frans: Ancolie d'Einsele
- Duits: Kleinblütige Akelei
- Engels: Einsel's Columbine
- Italiaans: Aquilegia di Einsele

De soortaanduiding einseleana is een eerbetoon aan de Beierse botanicus en arts August Max Einsele (1803-1870), die de plant ontdekte.

## Kenmerken
Aquilegia einseleana is een overblijvende, kruidachtige plant, met een meestal onvertakte, tot 45 cm lange, onderaan kale en naar boven toe klierachtig behaarde bloemstengel. De grondbladeren zijn gesteeld, dubbel drietallig, onbehaard of aan de bovenzijde schaars behaard, met een onregelmatig gekartelde bladrand. De verspreid staande stengelblaadjes zijn kleiner, enkelvoudig en zittend.
De bloemen zijn knikkend, tot 3,5 cm lang en vijfdelig. Zowel de uitgespreide kelkblaadjes als de in het midden gebundelde kroonblaadjes zijn blauwviolet tot purper gekleurd. De sporen bovenaan de kroonblaadjes zijn, in tegenstelling tot die van de meeste akeleien, recht, aan de top bolvormig. De meeldraden zijn felgeel gekleurd en steken niet buiten de bloem uit.
De plant bloeit van juni tot juli.

## Habitaten verspreiding
Aquilegia einseleana groeit voornamelijk op warme plaatsen op kalksteenbodem, zoals graslanden, bosranden en puinhellingen in de subalpiene zone van het hooggebergte tot op 1800 m hoogte.
De plant is vooral te vinden in de zuidelijke en oostelijke Alpen (Noord-Italië, Zwitserland, Oostenrijk, Zuid-Duitsland en Slovenië).
... · 
A. alpina (Alpenakelei) · 
A. atrata (Donkere akelei) · 
A. bernardii · 
A. bertolonii · 
A. einseleana · 
A. formosa · 
A. olympica · 
A. pyrenaica (Pyrenese akelei) · 
A. vulgaris (Wilde akelei) · ...